# Rosa de Castilla, Querétaro Arteaga
Rosa de Castilla är en ort i Mexiko.   Den ligger i kommunen San Juan del Río och delstaten Querétaro Arteaga, i den sydöstra delen av landet, 140 km nordväst om huvudstaden Mexico City. Rosa de Castilla ligger 2 261 meter över havet och antalet invånare är 369.
Terrängen runt Rosa de Castilla är huvudsakligen kuperad, men åt sydost är den platt. Runt Rosa de Castilla är det ganska tätbefolkat, med 192 invånare per kvadratkilometer. Närmaste större samhälle är San Juan del Río, 9,8 km nordost om Rosa de Castilla. I omgivningarna runt Rosa de Castilla växer huvudsakligen savannskog.